# 物部用歌多
物部用歌多（もののべ の ようがた）は、欽明朝前半期の物部連の百済官僚。日本人であるが、百済王権に仕えた倭系百済官僚。官位は奈率。

## 概要
物部用歌多は、欽明天皇五年・欽明天皇六年に奈率の官位を帯して倭国に到来しており、欽明天皇五年には紀弥麻沙、欽明天皇六年には斯那奴次酒と行動を共にしている。
物部麻奇牟、物部哥非、物部烏と共に、物部伊勢父根の子とする説が存在する。
『勿部将軍功徳記』に登場する百済の勿部珣を「物部珣」とし、物部氏の末裔とする説が有力である。